# Pothos leptostachyus
Pothos leptostachyus är en kallaväxtart som beskrevs av Heinrich Wilhelm Schott. Pothos leptostachyus ingår i släktet Pothos och familjen kallaväxter. Inga underarter finns listade.